# Criptocrom
Els criptocroms (del grec κρυπτό χρώμα, color ocult) són una classe de flavoproteïnes sensibles a la regió del blau que es troben en animals i plantes. Els criptocroms estan implicats en els ritmes circadiaris d'animals i plantes i en la sensibilitat als camps magnètics en moltes espècies.
Els dos gens Cry1 i Cry2 codifiquen les dues proteïnes del criptocrom CRY1 i CRY2. En els insectes i les plantes, CRY1 regula el rellotge circadiari en la forma dependent de la llum, mentre que en els mamífers, CRY1 i CRY2 actuen com inhibidors independents de la llum dels components CLOCK-BMAL1 del rellotge circadiari. En les plantes la fotorecepció de la llum en el blau es pot fer servir per als senyals de desenvolupament en cua.

## Descobriment
Encara que ja Charles Darwin va documentar respostes al blau, fins a la dècada de 1980 no se'n va identificar el pigment responsable. Es va fer en la planta model Arabidopsis thaliana. El 1996 i 1998, els homòlegs Cry es van identificar en Drosophila i ratolí, respectivament.

## Funció
Els criptocroms (CRY1,CRY2) són evolutivament antics i existeixen en tots els regnes de la vida.
- Fototropisme en les plantes que dirigeix el creixement cap a la font de llum en resposta a la llum blava.[cal citació]
- Captura de llum amb fotorecepció i fototransducció.[cal citació]
- Ritme circadiari, El desembre de 2011 es va publicar a NatureNature que els criptocroms, que regulen el ritme circadiari, també interaccionen amb els interruptors del metabolisme que són el blanc de certs medicaments antiinflamatoris i obren la porta a la creació de nous fàrmacs que es dirigeixin als criptocroms per al tractament de l'asma, l'al·lèrgia i l'artritis.[2]
- Magnetorecepció, per exemple es troben criptocroms en els ulls dels ocells que els permeten orientar-se en les migracions.[3]